# Rewati (nakszatra)
Rewati (dewanagari: रेवती, trl: Revati) – nakszatra, rezydencja księżycowa; termin używany w astrologii dźjotisz do określenia części Zodiaku, która położona jest częściowo w Baranie.
Rewati znaczy obfity, bogaty.
Ostatnia konstelacja na drodze Księżyca. Jako czas charakteryzuje się łagodnością, stabilnością i kreatywnością.